# جيروم فرويز
جيروم فرويز (بالألمانية: Jerome Froese)‏ هو ملحن وموسيقي ألماني، ولد في 24 نوفمبر 1970 في برلين في ألمانيا.

## وصلات خارجية
- جيروم فرويز على موقع IMDb (الإنجليزية)
- جيروم فرويز على موقع ميوزك برينز (الإنجليزية)
- جيروم فرويز على موقع ديسكوغز (الإنجليزية)
- جيروم فرويز على موقع قاعدة بيانات الفيلم (الإنجليزية)